# Rely (marka samochodów)

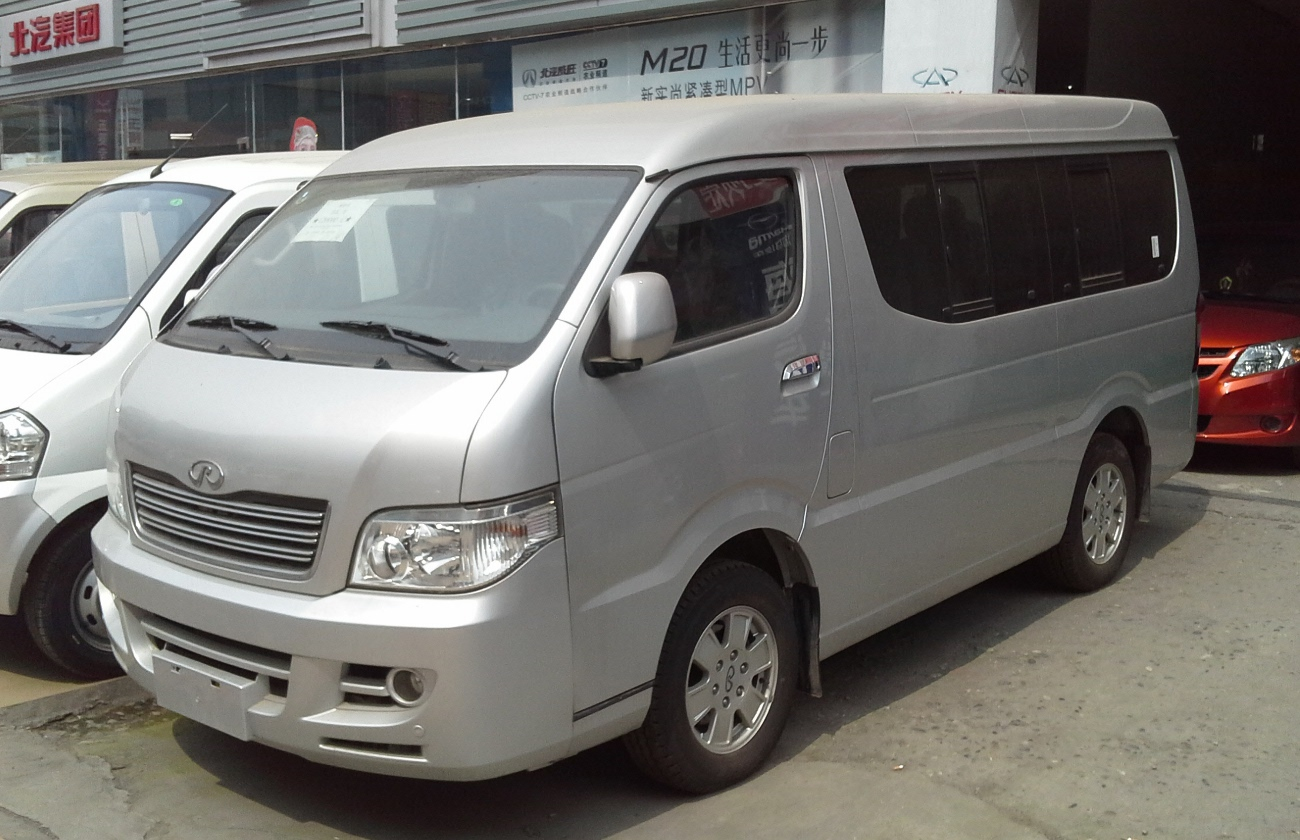
Rely H-Series (2009)

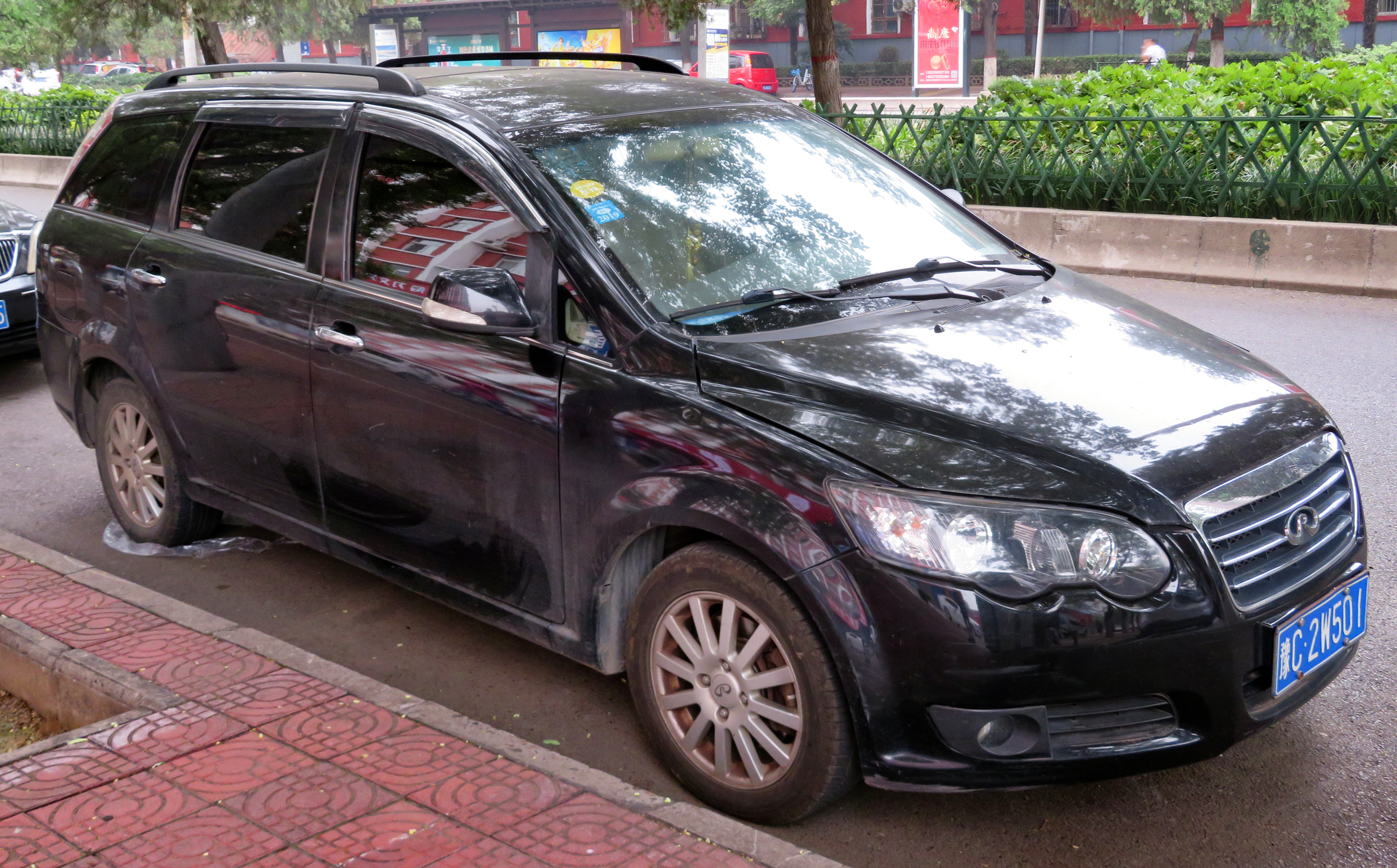
Rely V5 (2009)

Rely (chiń. upr. 威麟) – chiński producent samochodów osobowych, z siedzibą w Wuhu, działający w latach 2009–2021. Należał do chińskiego koncernu Chery Automobile.

## Historia

### Początki
Wiosną 2009 roku chiński koncern motoryzacyjny Chery Automobile ogłosił plany rozbudowy swojego portfolio o dwie nowe marki mające poprawić wizerunek firmy dotychczas znanej głównie z tanich samochodów. Razem z Riich zainaugurowana została także działalność filii Rely. We wrześniu 2009 roku przedstawiony został pierwsze zostały pierwsze produkty pod postacią średniej wielkości SUV-a Rely X5, który pierwotnie rozwijany był jako produkt macierzystej marki Chery. W tym samym miesiącu zadebiutowało średniej wielkości kombi Rely V5, dotychczas znane jako model Chery.
W 2010 roku gamę Rely poszerzyła rodzina osobowo-dostwczych modeli H-Series o wyglądzie nawiązującym do japońskiej Toyoty HiAce. W tym samym roku do sprzedaży miał trafić jeszcze jeden model pod postacią średniej wielkości minivana Rely V8, który nie wykroczył jednak poza fazę prototypową. Ponadto, w grudniu 2010 Chery poinformowało, że Rely oficjalnie wystartuje w najbliższej edycji Rajdu Dakar za pomocą specjalnie zmodyfikowanej wyczynowej wersji SUV-a X5.

### Redukcja gamy i zmiana profilu
Podobnie jak pokrewna marka Riich, tak i Rely nie odniosło spodziewanej popularności. W 2012 roku zarząd koncernu Chery zdecydował o zaprzestaniu dalszego rozwoju nieudanych marek, stopniowo wygaszając ich obecność na rynku chińskim. W rezultacie, do sprzedaży nie trafił m.in. SUV X5 po obszernej modernizacji, w dotychczasowej formie całkowicie znikając z produkcji w 2013 roku. W tym samym roku model V5 włączono w gamę Chery jako Chery CrossEastar, a rola Rely została ostatecznie zredukowana do linii oferującej rodzinę H-Series. Produkcją zajęła się jednak już inna spółka Chery, wytwrzające autobusy Chery & Wanda Bus, oferując ten model przez kolejne 8 lat aż do 2021 roku jako jeden ze swoich produktów. Wtedy to, w związku z zaostrzeniem norm emisji spalin w Chinach, H-Series zniknął z rynku, a wraz z tym - marka Rely.

## Modele samochodów

### Historyczne
- X5 (2009–2012)
- V5 (2009-2012)
- H-Series (2010–2021)

### Studyjne
- Rely V8 (2010)